# Глухув (Скерневицький повіт)
Глухув (пол. Głuchów) — село в Польщі, у гміні Глухув Скерневицького повіту Лодзинського воєводства. Населення — 1047 осіб (2011).
У 1975-1998 роках село належало до Скерневицького воєводства.

## Демографія
Демографічна структура станом на 31 березня 2011 року:
|          | Загалом | Допрацездатний вік | Працездатний вік | Постпрацездатний вік |
| -------- | ------- | ------------------ | ---------------- | -------------------- |
| Чоловіки | 508     | 119                | 325              | 64                   |
| Жінки    | 539     | 122                | 284              | 133                  |
| Разом    | 1047    | 241                | 609              | 197                  |